# Ulrich Lins
Pour les articles homonymes, voir Lins (homonymie).
Ulrich Lins (4 août 1943 -) est un historien et espérantiste allemand.

## Biographie

### Jeunesse
Ulrich Lins nait le 4 août 1943 à Bonn, en Allemagne. En 1958, il apprend l’espéranto.
Il étudia l'histoire, les sciences politiques et la japonologie aux universités de Bonn et de Cologne. En 1971 et 1972, il était observateur à l'université de Tokyo et fit sa thèse de doctorat sur l'histoire de la secte Oomoto. Enseignant, il s'occupe des échanges universitaires entre l'Allemagne et les autres pays.
Il est marié et père de deux enfants, dont Marko Naoki Lins (eo).

### Implication en Espérantie
Il entretient, entre autres, les fonctions suivantes dans le mouvement :
- 1964-1969 : Membre du bureau de l’Organisation mondiale des jeunes espérantophones
- 1967-1969 : Représentant de TEJO auprès de la direction de l'Association mondiale d’espéranto
- 1970-1974 : Corédacteur du magazine Kontakto (avec Simo Milojevic)
- Pendant quelque temps et depuis 1986 : Membre du conseil d'administration de l'Association mondiale d'espéranto
- 1989-1995 : Vice-président de l'Association mondiale d’espéranto

## Œuvres
- Auteur de :
  - La Danĝera Lingvo (éditions : 1973,1988,1990), paru en espéranto, japonais, allemand, italien et russe.
- Directeur en chef de la nouvelle édition de Enciklopedio de Esperanto (Encyclopédie d'Espéranto ; jamais éditée jusqu'à ce jour)
- Corédacteur de :
  - Esperanto en perspektivo (avec Ivo Lapenna et Tazio Carlevaro, 1974)
  - Un livre en allemand sur les relations germano-japonaises (1977)
  - Une œuvre en 2 volumes écrite en japonais sur l'histoire de l'Allemagne